# Roderik
A Roderik germán eredetű férfinév, jelentése: dicsőség, hírnév + hatalmas, uralkodó.

## Rokon nevek
- Rodrigó:[1] a Roderik spanyol formájából ered.[3]

## Gyakorisága
Az 1990-es években a Roderik és a Rodrigó szórványos név, a 2000-es években nem szerepel a 100 leggyakoribb férfinév között.

## Névnapok
Roderik, Rodrigó
- március 13.[2]
- október 30.[2]
- október 31.[2]

## Híres Roderikok, Rodrigók
- El Cid, vagyis Rodrigo Diaz de Vivar (vagy Bivar) spanyol nemes, a mórok elleni háborúk hőse, Pierre Corneille: Cid c. drámájának címszereplője.
- VI. Sándor pápa, eredeti nevén Rodrigo Borgia.
- Rodrigo velencei gavallér Shakespeare Othello, a velencei mór c. tragédiájában (Verdi operájában Roderigo néven).
- Rodrigo de Jerez spanyol tengerész, a Santa Maria egy matróza
- Crespo Rodrigo magyar színművész